# Atlaua

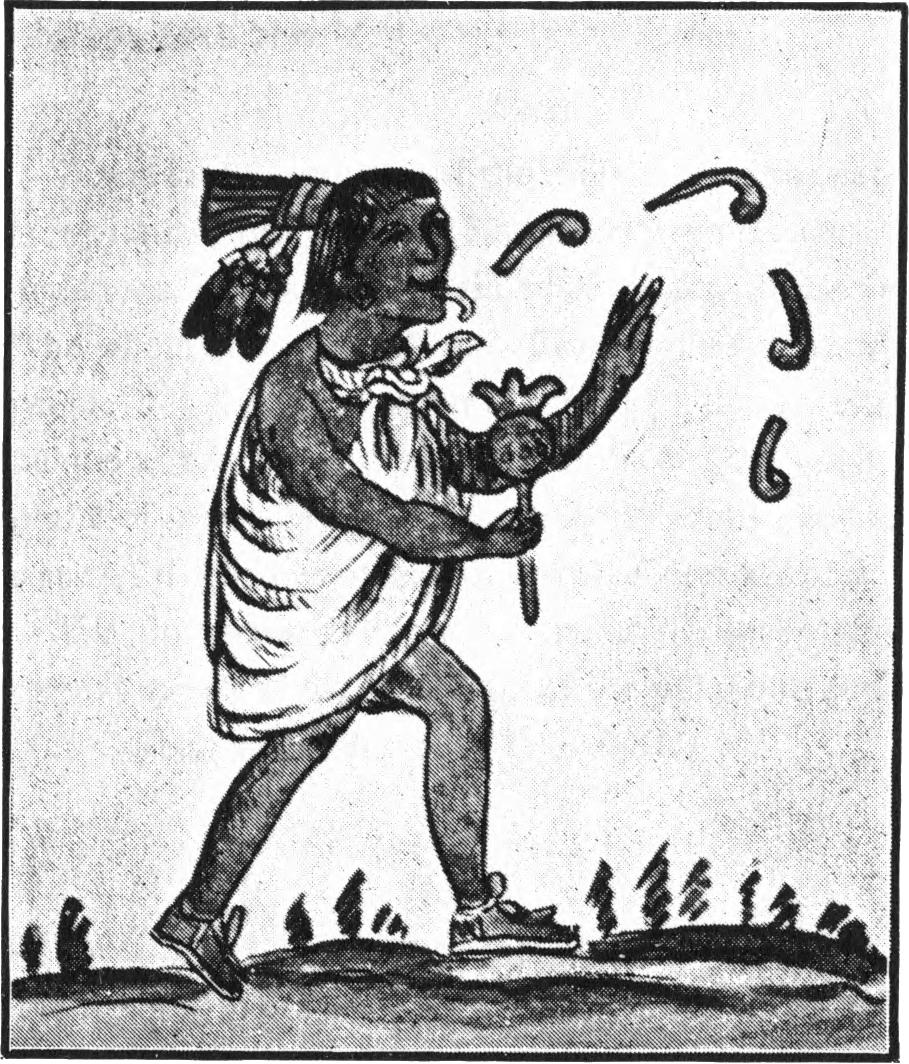
indigène aztèque vraisemblablement en chantant et en dansant à Atlaua. Illustration contenue dans le Rig Veda Americanus: Sacred Songs of the Ancient Mexicans, with a Gloss in Nahuatl de Daniel G. Brinton, livre de 1890 sur la littérature aborigène d'Amérique (avec textes sur Atlaua extraits originellement du Codex de Florence).

Atlaua « Propriétaire des eaux » (appelé aussi Atlahua, la version bleue de Tlaloc, le Tlaloc du sud), dans la mythologie aztèque, c'est une désignation au soleil avec le patronage de Tzontemoc, en faisant allusion que le soleil est submergé dans l'océan quand il sera perdu dans l'Ouest, il est aussi associé à la flèche et l'Atlatl[incompréhensible].